# トマス・タウンゼンド (イギリス庶民院議員)
トマス・タウンゼンド閣下（英語: Hon. Thomas Townshend、1701年6月2日 – 1780年5月21日）は、グレートブリテン王国の政治家。庶民院議員を50年以上務めたことで知られる。

## 生涯
第2代タウンゼンド子爵チャールズ・タウンゼンドと1人目の妻エリザベス・ペラムの次男として、1701年6月2日に生まれた。兄に第3代タウンゼンド子爵チャールズ・タウンゼンドがおり、弟にウィリアム・タウンゼンドとロジャー・タウンゼンドがいる。また初代タウンゼンド侯爵ジョージ・タウンゼンド、チャールズ・タウンゼンド、初代ベイニング男爵チャールズ・タウンゼンドはいとこである。イートン・カレッジとケンブリッジ大学キングス・カレッジで教育を受けた。
1722年から1727年までウィンチェルシー選挙区選出の庶民院議員を務めた。1727年イギリス総選挙ではヘイスティングス選挙区とケンブリッジ大学選挙区で出馬、両方とも当選したがケンブリッジ大学選挙区の代表となることを選び、以降1774年まで同選挙区選出の庶民院議員を務めた。また、父の秘書を数年間務めたほか、1727年8月12日から1780年まで国庫会計係を務めた。
1730年5月2日、ジョン・セルウィンの娘アルビニア（Albinia、1739年9月7日没）と結婚、3男2女をもうけた。息子のトマスは政治家になり、1789年にシドニー子爵に叙された。
1752年、ケントのシドカップ近くにあるフログナル・ハウスを購入、死後は息子トマスが相続した。
1780年5月に78歳で死去した。